# Município de Franklin (condado de Surry, Carolina do Norte)
Localização da Carolina do Norte nos E.U.A.
O município de Franklin (em inglês: Franklin Township) é um município localizado no  condado de Surry no estado estadounidense da Carolina do Norte. No ano 2010 tinha uma população de 2.400 habitantes.

## Geografia
O município de Franklin encontra-se localizado nas coordenadas 36° 30′ 48,47″ N, 80° 51′ 33,26″ O.